# Gójsk
Gójsk – wieś w Polsce położona w województwie mazowieckim, w powiecie sierpeckim, w gminie Szczutowo. Ma status sołectwa.
We wsi funkcjonuje Szkoła podstawowa im. Tadeusza Kościuszki, filia Gminnej Biblioteki Publicznej, Ochotnicza Straż Pożarna. W Gójsku swoją siedzibę ma parafia pw. Świętego Mikołaja. Przez wieś przebiega droga krajowa nr 10, przepływa przez nią także rzeka Gozdawnica.

## Podział administracyjny
Do 1954 roku siedziba wiejskiej gminy Gójsk. W latach 1954–1972 wieś należała i była siedzibą władz gromady Gójsk. W latach 1975–1998 miejscowość administracyjnie należała do województwa płockiego.

## Toponimia

### Wcześniejsze nazwy
Historyczne nazwy Gójska:
- 1302 – Goisczko;
- 1564 – Gosczko;
- 1784 – Goysk;
- 1881 – Gójsk (czasem zapisywany jako Guisk).

### Etymologia nazwy
Pierwotna nazwa pochodziła od staropolskiego słowa Gozd, oznaczającego las, drzewo.

## Historia
Gójsk leży na terenie historycznej ziemi dobrzyńskiej i właśnie z nią łączy swoją historię. Pierwsza osada na terenie dzisiejszego Gójska powstała najpóźniej w XIV wieku. Parafia i kościół powstały zapewne w II połowie XIV wieku, choć pierwsza wzmianka pochodzi z 1506 r., wówczas istniała tu drewniana świątynia. Kolejne kościoły zostały ufundowane na miejscu poprzednich w 1700 r. przez Ks. J. Podleskiego oraz w 1783 r. przez Ludwikę Wessel. W latach 1903–1906 wzniesiono obecny, murowany kościół. W XVIII i XIX wieku dobra Gójskie należały do rodziny Majewskich. Pierwszy ośrodek nauczania powstał w 1856 r. dzięki staraniom miejscowej ludności i właściciela folwarku Ludwikowi Majewskiemu, który oddał na rzecz szkoły część swojego dworu.
W 1915 r. wojska niemieckie wybudowały kolejkę wąskotorową wzdłuż drogi kołowej z Lipna do Sierpca, kolejka omijała zabudowania Gójska od strony północnej, na prawym brzegu Gozdawnicy. Stacja Gójsk znajdowała się przy drodze w kierunku Sierpca, niedaleko Całowni. Linia została zlikwidowana w 1936 r.

## Zabytki
Najważniejszym zabytkiem wsi jest kościół pw. Najświętszego Serca Jezusa z 1906 roku. Jest to budowla neogotycka wzniesiona według projektu architekta Stefana Szyllera. Charakterystyczne dla budowli są dwie monumentalne wieże frontowe. Kościół wzniesiono jako budowlę halową, trójnawową z trójbocznie zamkniętym prezbiterium. W ołtarzu głównym znajduje się XIX wieczna rzeźba Miłosiernego Chrystusa pochodząca z poprzedniego drewnianego kościoła z połowy XVIII wieku. Przy kościele działa parafia pw. św. Mikołaja, wyodrębniona dopiero na początku XX wieku. Wcześniej opiekę nad świątynią sprawowali proboszczowie z parafii Szczutowo. W wyposażeniu kościoła znajdują się dwa XVII-wieczne obrazy przedstawiające Matkę Boską Dobrej Opieki oraz św. Józefa z Dzieciątkiem. W kruchcie znajduje się tablica epitafijna Jakuba Gąsowskiego (zm. 1923) – dziedzica dóbr gójskich. Świątynia wpisana jest do rejestru zabytków nieruchomych województwa mazowieckiego.
Przy jednej z bocznych dróg znajduje się zbiorowa mogiła żołnierzy z 1915 roku, dość dobrze zachowana. Z zachowanej na pomniczku inskrypcji wynika że spoczywa tam 81 żołnierzy niemieckich i 99 rosyjskich.

## Urodzeni w Gójsku
- Andrzej Jakubiak, polski elektronik, profesor nauk technicznych.